# Fontana di Santa Lucia (Napoli)

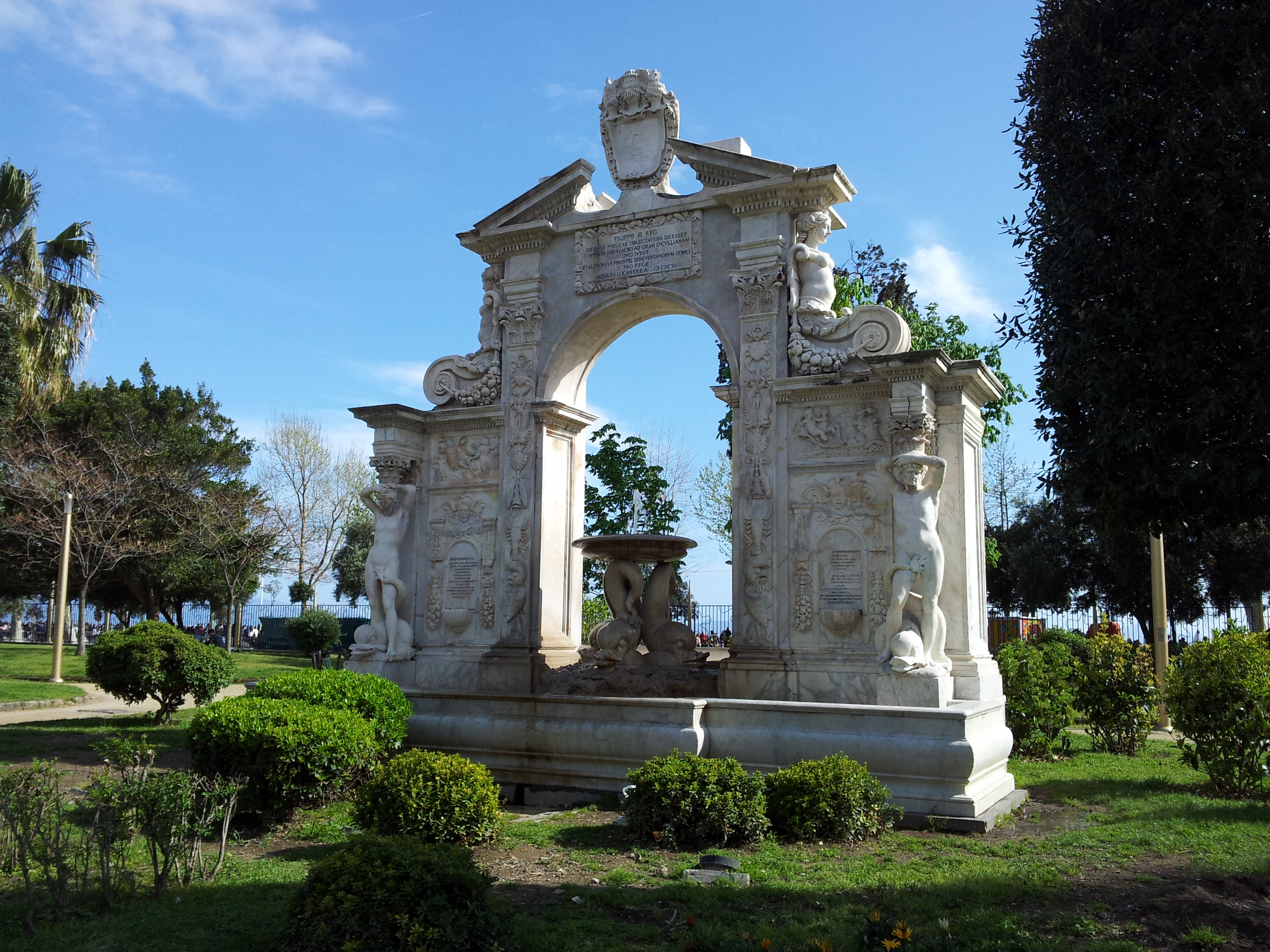
La fontana

La fontana di Santa Lucia è una delle fontane monumentali di Napoli ed è situata nella Villa Comunale (già Villa Reale).

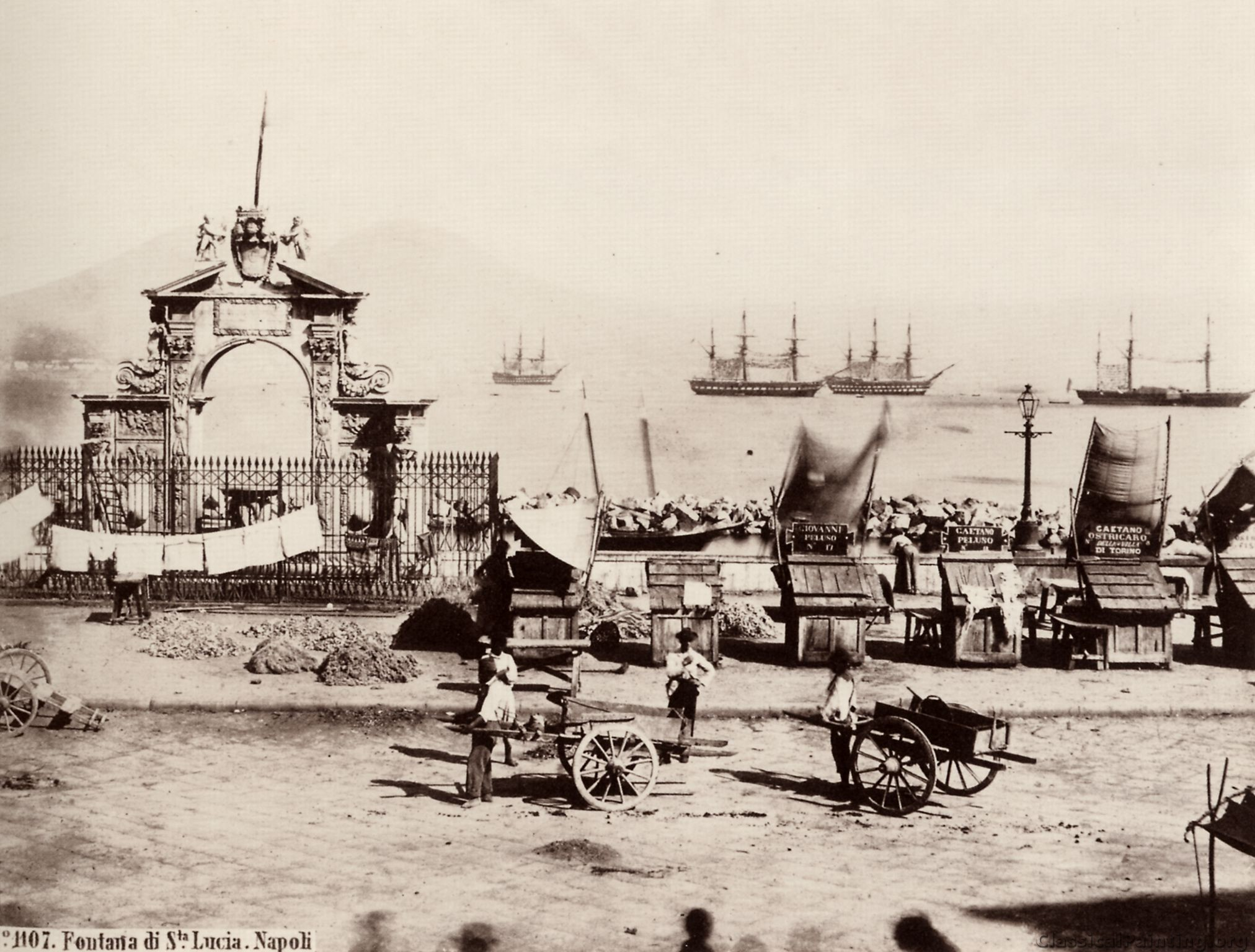
La fontana come appariva a metà Ottocento (fotografia Giorgio Sommer)

## Storia
È una fontana tipicamente manierista, progettata dall'ingegnere Alessandro Ciminiello e costruita nel 1606 da Michelangelo Naccherino e Tommaso Montani con la collaborazione di Girolamo D'Auria e Vitale Finelli per volere del viceré Giovanni Alfonso Pimentel d'Errera duca di Benavente. Essa in origine era collocata sul lungomare del borgo di Santa Lucia, da cui la fontana prende il nome.
Bernardo De Dominici riferisce erroneamente che la fontana sarebbe stata voluta dal viceré Don Pedro di Toledo e realizzata da Giovanni Domenico D'Auria sotto la supervisione del suo maestro Giovanni da Nola, il quale avrebbe scolpito le ricche decorazioni. Tuttavia solo nel 1606 la fontana sarebbe stata assemblata. Da quanto affermato dal De Dominici (che fu riportato anche da Carlo Celano) invalse la denominazione di questa fontana come fontana Merliana o del Merliano. In seguito a successive ricerche ben più approfondite la ricostruzione del De Dominici è stata bollata come invenzione.
Nel 1620 la fontana fu abbellita e spostata più avanti verso il mare per volere del viceré cardinale Gaspare Borgia.
Nel 1845 Ferdinando II promosse lavori di risistemazione della strada di Santa Lucia e il restauro della fontana. Questo fu affidato all'architetto Carlo Bonucci, il quale sostituì alcuni elementi danneggiati. Sia la risistemazione della strada che il restauro della fontana furono ricordati con due lapidi poste sulla stessa fontana, il cui testo fu dettato da Bernardo Quaranta. Nella lapide sul restauro della fontana fu sancito l'errore del De Dominici perché affermava Giovanni da Nola esserne l'autore.
Nel 1895 venne rimossa da via Santa Lucia nell'ambito dei lavori di colmata a mare della borgata che non erano ancora terminati ai primi del Novecento. Fu collocata nella villa nel 1898.

## Dettagli

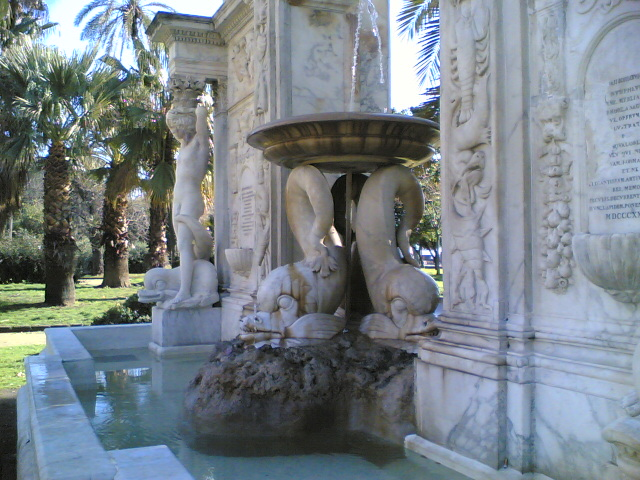
Particolare della fontana

Il monumento è caratterizzato dalla ricchezza dei bassorilievi. La vasca in cui cade l'acqua fa da base alle tre parti di cui è composta la fontana.
La parte centrale del monumento è formata da un grande arco, in cui vi sono tre delfini su uno scoglio che reggono la tazza circolare, alla cui sommità vi è lo stemma con l'iscrizione vicereale; questa è sovrastata dal timpano triangolare con il relativo stemma.
I delfini che reggono la tazza sono un'aggiunta del restauro del 1845. Prima di questo intervento reggevano la tazza delle sirene che stillavano acqua dalla bocca e dai seni.
Le parti laterali sono caratterizzate da lapidi nella quale è iscritta la storia della fontana. Alla base vi sono le vaschette, scolpite in forma di conchiglie. Nelle estremità laterali sono poste due cariatidi su delfini.